# Municipio de Carvers Creek (condado de Bladen)
El municipio de Carvers Creek (en inglés: Carvers Creek Township) es un municipio ubicado en el  condado de Bladen en el estado estadounidense de Carolina del Norte. En el año 2000 tenía una población de 894 habitantes.

## Geografía
El municipio de Carvers Creek se encuentra ubicado en las coordenadas 34°25′3.62″N 78°24′36.4″O / 34.4176722, -78.410111.